# 二二八事件中的武裝抗爭
二二八事件中的武裝抗爭是指在1947年2月27日至5月16日發生於臺灣的二二八事件中，地方發起的武裝抗爭行動。1947年2月27日，因臺灣省專賣局查緝員在臺北市查緝私煙時不當使用公權力造成民眾死傷，引起次日（28日）的陳情抗議傷亡。更擴及後續臺灣民眾大規模反抗政府與攻佔官署，本省人對外省人報復攻擊，中華民國國民政府派遣國軍逮捕與鎮壓殺害臺灣民眾。此事件，造成大量民眾傷亡。
1947年2月27日，專賣局查緝員在臺北市天馬茶房前查緝私菸，因不當使用公權力造成民眾一死一傷，成為事件導火線。隔天民眾前往行政長官公署前廣場示威請願，但遭公署衛兵開槍掃射，使原先的請願運動轉變成為反抗政府行動，臺灣在各地發生軍民衝突後，至3月6日已蔓延到除了澎湖外的全台灣，外省人受波及，遭臺籍民眾攻擊傷亡。事件期間的各地組織民兵進行武裝抗爭，並以臺中一帶謝雪紅等人領導的二七部隊較具規模，雖然地方仕紳組成二二八事件處理委員會與臺灣省行政長官陳儀協商談判後，各地衝突稍緩，但陳儀仍於3月2日請求時任中國國民黨總裁兼國民政府主席蔣中正自中國大陸調派軍隊增援，蔣中正雖訓令陳儀及軍隊不得報復，且派時任國防部長白崇禧宣導「禁止軍警濫殺無辜」（他甫來台灣就制止軍隊和警察濫捕、濫殺無辜，強調在押人犯必須依法經過公開審判，且除了「煽動暴動之共產黨外」外都不究責）。但下層並未遵照指示，導致傷亡慘重，並讓臺人對中國感到失望，更成為後來臺獨運動興起的重要原因。3月8日起，增援軍隊陸續抵達臺灣，在各地展開武力鎮壓，隨後實施清鄉。

## 背景

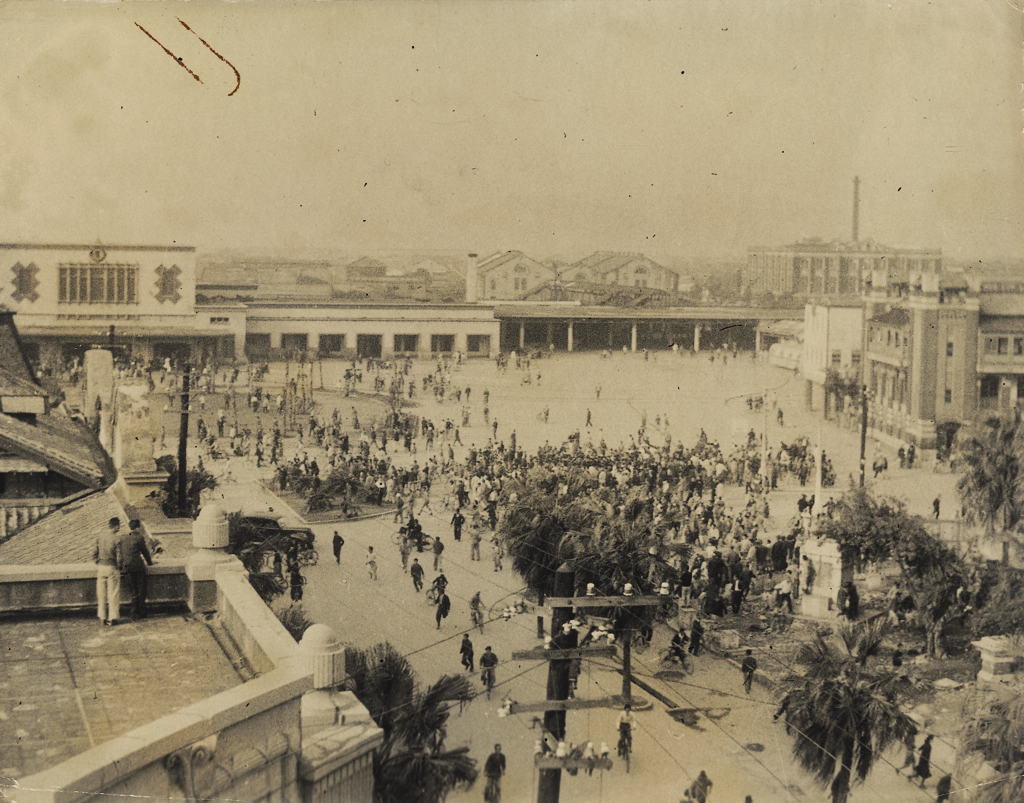
2月28日中午12時，台北火車站前面正集結準備前往行政長官公署請願的群眾（大樹的上方），另外還有一些四處緊急通告與旁觀的民眾。

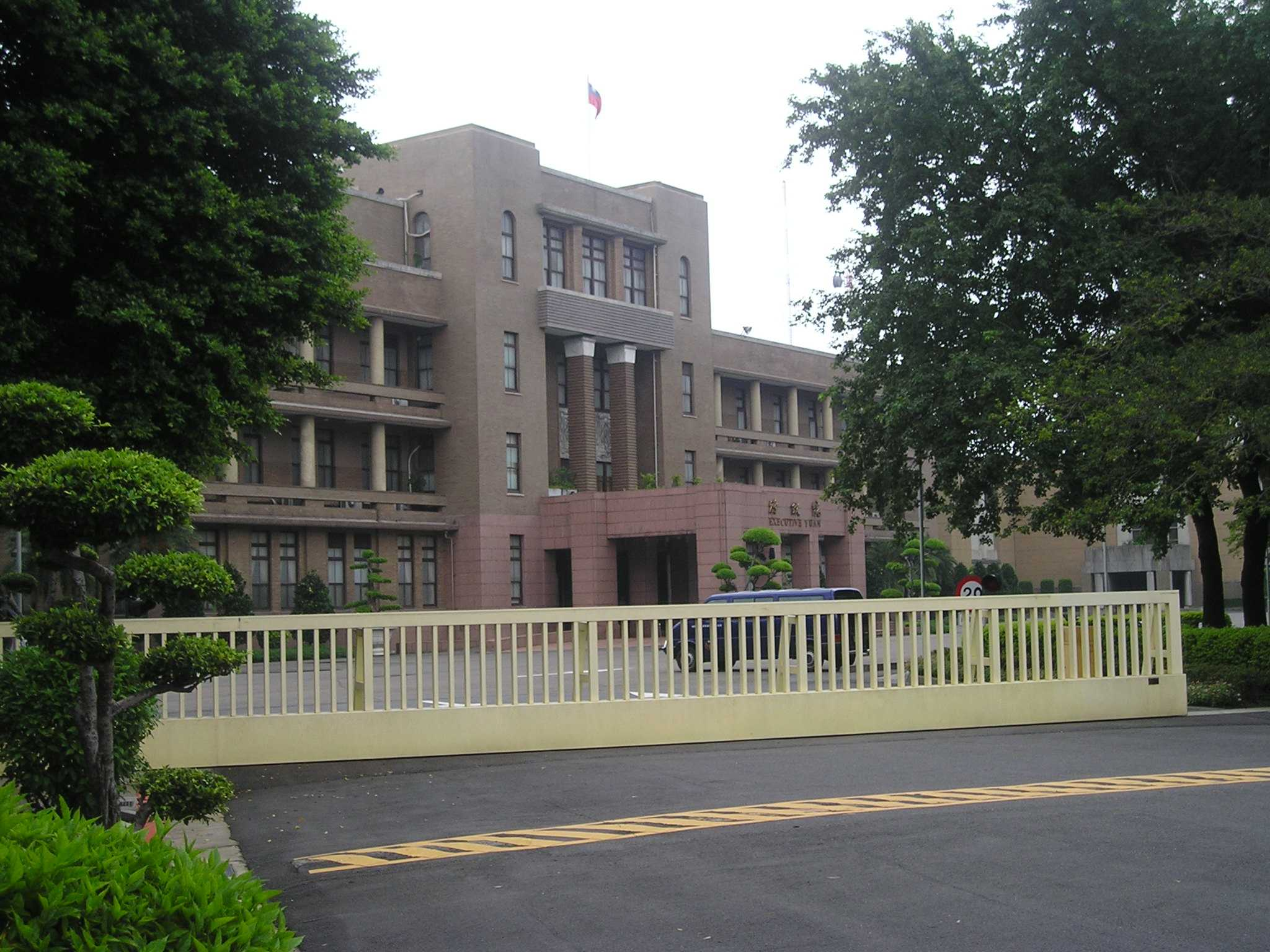
台灣省行政長官公署廳舍，即今行政院廳舍。

2月28日下午一時許，數千名群眾以鑼鼓為前導，前往行政長官公署（今行政院）請願，沿途高呼「槍決犯人」、「撤銷專賣局」的口號，人潮由延平北路口的北門擠滿到台北火車站前。群眾行進至中山路路口，還未進到公署廣場前，公署樓上衛兵立即開槍掃射，當場造成許多人死傷，民眾恐慌四處奔逃，使得情勢更加複雜，此為局勢惡化的關鍵:49-50:117:52:121。由於這種無差別射擊，激怒了更多的民眾，原本民眾的憤怒也達到頂點，並爆發自戰後以來累積的省籍矛盾，新仇舊恨一齊爆發:109:54:121。臺北市即時陷入混亂，學校全部停課、機關人員逃走一空，民眾四處搜尋外省人並加以毆打，本町正華旅社與虎標永安堂首先遭到民眾搗毀:50:117:109:54-55。
下午二時許，民眾聚會於中山公園（今臺北新公園）開群眾大會，並同時佔領公園裡面的臺灣廣播電台向全臺灣廣播，報導事件經過，並批判臺灣自戰後政治黑暗、貪污舞弊、民不聊生，並呼籲臺灣人與其餓死，不如起來反抗，驅逐各地貪官污吏以求生存。次日起，全臺灣各地先後知悉臺北的消息，事件蔓延全臺灣。:50-51:111:54:122
為了應付變局:419，下午三時，警備總司令部眼見情事危急，發佈臺北市臨時戒嚴令，並派遣武裝軍警乘坐大卡車巡邏臺北市區，見到臺灣人的穿著打扮便開槍掃射。民眾再度包圍專賣總局、鐵路警察署、交通局等，並發生軍民衝突，許多民眾遭到射殺，一些詢問鐵路交通情形要回家的學生也遇害:111-113。郵政總局前的軍民衝突中，民眾傷亡數十人。:55:123
下午五時許，臺北最大的新台百貨公司也被搗毀，有人乘機偷竊百貨物品，都被民眾抓起來毆打。私人汽車、卡車十餘輛被焚毀。本町、臺北車站、臺北公園、榮町、永樂町、太平町、萬華等地，均有不少外省人被毆打:50:117:109-111。當時任職於聯合國善後救濟總署的汪彝定指出，外省人大多是被棒打或棍擊，尚未見武士刀，攻擊婦孺老弱的現象不太多，強姦案只偶有傳聞。據聞，外省人被打死者至少有十五人，有些人被木棍打成癱瘓。:55

## 初期衝突

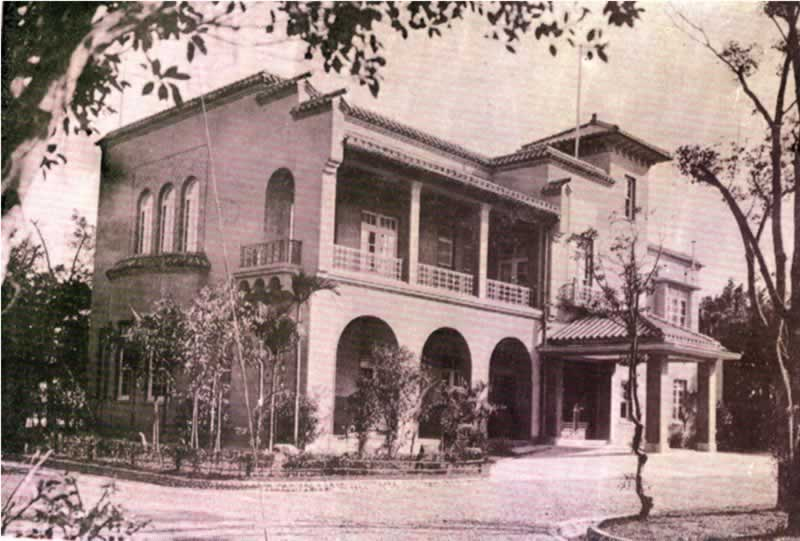
公署衛兵開槍掃射民眾事件發生後，民眾進入臺灣廣播電台說明流血事件經過，控訴戰後陳儀政府貪污腐敗、軍警暴行、政治黑暗、民不聊生，呼籲全臺民眾驅逐各地貪官污吏。

3月1日，臺北市民眾包圍鐵路管理委員會，警察大隊自樓上開槍掃射造成18死、40傷:124。板橋民眾攻擊臺北縣政府和供應局倉庫，士林與新店民眾亦搶劫供應局物資和武器:51-54:127:74。淡水、瑞芳傳出毆打外省人情事，而金瓜石的臺灣銅礦籌備處職員宿舍則遭搗毀:52:127。一批青年學生自北部抵達新竹市演講並呼籲民眾起義，民眾開始毆打外省人及其經營的商店，分頭襲擊派出所、法院、政府機關和官員宿舍:52  ，三四百名竹東鎮民眾則襲擊派出所，且焚燒水泥工廠、化學工廠:81，鎮長開會組織自衛大隊維持秩序:81。同日桃園鎮民眾接收新竹縣政府，從裡面搬出牛奶、米糧分配給民眾:52:77。民眾包圍警察局，遭警察以機槍掃射，死亡數十人。民眾襲擊新竹縣政府官舍，在縣長朱文伯家中搜出三百萬元、大量罐頭食品與米糧；在公務員洪姓民政科長家中搜出六百萬元，及大量米糧、牛奶、牛肉，民眾並焚毀現金:128:77。蘆竹鄉鄉長林元枝率領民眾進攻埔心機場奪取槍械彈藥，但遭臺北警察大隊擊退，於是轉往大溪:77。
各地到了3月2日仍陸續騷動，各地衝突也不斷擴大。過去不滿敗壞軍紀的基隆金山（今新北市金山區）居民成立保安團，並包圍金山炮臺。之後軍隊在新竹都城隍廟、旭町附近槍擊群眾，民眾死8人、傷18人，傷者後來又死8人:78，一些民眾則無故遭羈押或定罪。在楊逵、鍾逸人宣傳下，臺中市民於臺中戲院召開市民大會，推舉謝雪紅為市民大會主席，會中強烈批評陳儀政府暴政:127-128:140-141，之後成立臺中地區治安委員會作戰本部，許多學生前來匯集:128、132:119:140-141、155，分別包圍警察局、專賣局臺中分局、前臺中縣縣長劉存忠住宅:128-130:53、285:141-142。
彰化市在3月1日便發生民眾於彰化車站毆打軍人狀況，隔天數百名民眾破壞警察局並毆打警官，要求罷免警察局督察長沈寶通:53:120:96；並經市長王一麐核准後由參議員呂世明代表參議會保管武器:53:96-97，之後民眾接管政府機關運作:120。3月2日，嘉義市民眾和學生各自編成隊伍，在嘉義車站演講、遊行市區，並包圍市長孫志俊公館，搗毀焚燒器物:143:53:146:105，並接收警察局、嘉義市政府等機關:53:120，大部分臺籍員警也攜槍加入民眾的隊伍:159。虎尾青年、學生和民眾在接收區署與警察所後:102-103，組成武裝部隊進攻虎尾機場:160:102-104，臺中、竹山、斗南的民軍抵達虎尾並加入戰鬥，與軍隊在虎尾機場進行白刃戰:213-214。澎湖縣則發生軍人無故開槍射傷民眾，但未引起更大混亂:135

## 武裝抗爭

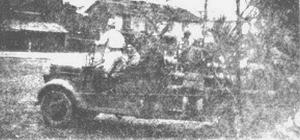
在臺南沿路掃射民眾的國軍。

3月1日，高雄市市長黃仲圖和高雄要塞司令部司令彭孟緝獲知臺北市情況後，開始準備因應策略:63-66、246-248:403-409，隔天高雄縣鳳山與岡山地區開始出現武裝反抗。3月3日，高雄市民眾則開始圍攻第105後方醫院，並有400名至500名民眾在鹽埕町攻擊憲兵隊，自派出所接受槍械彈藥:51-54:118-125:148-165:403-409。民眾還包圍高雄市政府警察局，焚毀局長童葆昭的座車:51-54、243-246、282-290:148-165。由於發生毆打、搶奪外省人及商店的情況:51-54，許多公務員退避至壽山的高雄要塞司令部:243-246:118-125:148-165:403-409；此時彭孟緝則認為已經形同叛亂:246-248，並調整軍力佈署以等待機會出兵:248-251:403-409。另外有數十名臺東縣民眾包圍田糧處、昌華公司米廠和縣長宿舍，隔天部分民眾更奪取憲警及臺東機場駐軍武器:118-125:419-422。
而在3月3日清晨，臺南市民眾進入永樂町等派出所搶奪槍械彈藥:118-125:395-401。同日在謝雪紅號召下，治安隊與人民大隊攻佔臺中市政府等機關:126-131:148-165，包括臺中市市長黃克立、臺中縣縣長劉存忠、專賣局分局長趙誠等300多名外省籍人士集中看管:132-143:118-125。之後武裝部隊收繳軍警槍械彈藥:382-389。3月4日，外地民眾搶奪岡山警察倉庫槍械:166-185:409-411，之後進攻要塞駐軍但遭擊退:118-125。屏東市民眾則在屏東車站毆打外省人，集結至郵電局抗爭:51-54:411-414；之後脅迫市長龔履端將警察局武器封存，並佔領市府及警察局:118-125:166-185:411-414。而在同日，獲得武裝的民眾亦攻擊憲兵隊，並要求空軍駐軍繳械:118-125:411-414。
3月6日，不同於處理委員會與其下保安委員會主張的議會民主路線，400多名青年學生、地方民眾成立二七部隊:132-143:61-63:118-125。其中由謝雪紅自任為總指揮，鍾逸人為部隊長，古瑞雲、黃金島和陳明忠擔任部隊幹部，參謀有楊克煌、李喬松、蔡鐵城等人:61-63:382-389。部隊控制臺中市政府、警察局、憲兵隊、軍械庫、廣播電臺:382-389，計畫以武力對抗軍隊的武力鎮壓:202-222，並支援嘉義、虎尾等地與駐守軍隊的武裝抗爭:132-143:166-185。而在斗六警備隊-陳篡地的協助下，雲林民兵持續包圍虎尾機場的駐軍，雙方爆發激烈戰鬥:202-222。當天晚上，儘管虎尾機場部隊擁有火力與制高點優勢，但因糧食不足等原因，突破包圍而撤至林內鄉:61-63:202-232。

## 嘉義戰鬥
3月1日，駐防嘉義水上機場的中華民國空軍第29地勤中隊上士許天保為保衛營地陣亡。依父親當時也駐防該處的軍眷回憶，2月底時就有暴民搶奪日本留下軍械庫，之後包圍機場、占領制高點用機槍向機場內掃射，有2人殉職後機場警備隊才開始反擊，另一位軍眷回憶她先生當時帶了20多位士兵，槍上刺刀衝出機場，外面歹徒棄械將手槍及重機槍丟水溝逃跑，機場方面這次大戰後之後都是小戰。
3月3日，三民主義青年團嘉義分團與嘉義市參議會聯合舉辦市民大會，成立嘉義三·二處理委員會、並組織嘉義防衛司令部:118-125:148-165。在市長孫志俊的要求下，駐守東門町的羅迪光率領紅毛埤軍隊鎮壓:118-125，但民兵成功反擊:392-395。當天下午，嘉義民兵攻擊紅毛埤第十九軍軍械庫:143-146:148-165:392-395，並控制嘉義廣播電台:118-125。3月4日，3,000多名民眾部隊攻擊軍警人員和政府官員聚集的臺灣省立嘉義中學山仔頂營地:143-146:118-125:166-185；然而羅迪光下令自嘉義中學山仔頂營地砲轟市區:118-125，造成9人死亡，之後連同孫志俊等人退守嘉義機場:143-146:166-185:392-395。
這時嘉義市外省籍公務員除了有800多人被拘禁在城市，另外有200多人困守在嘉義機場:118-125，另有南靖糖廠自行組織警衛隊。3月5日，嘉義民兵聯合攻擊紅毛埤軍械庫與嘉義機場:61-63，然而火力薄弱的民兵約有300多人傷亡，嘉義市男學生大動員參加戰鬥，女學生則救護傷患。處理委員會成員盧炳欽立刻聯絡吳鳳鄉鄉長高一生支援，後者請湯守仁召集願意支援的鄒族民眾:118-125。在阿里山原住民部隊:20-23、臺中部隊、斗六部隊、竹山部隊、新營部隊、鹽水港部隊增援下:166-185，繼續與紅毛埤、嘉義機場的守軍對峙:143-146:61-63:166-185，先後佔領水源地與發電廠，並切斷嘉義機場的水電設備與外界聯繫:143-146:118-125:392-395。隨後軍方派遣代表溝通，民兵部隊同意暫時停戰:118-125:166-185。
3月6日，在劉傳能遊說處理委員會和當地仕紳下，嘉義地區的守軍與處理委員會進行談判:143-146。最後與包圍嘉義機場的民兵達成撤離協議，同意軍隊繳交槍械、而民間提供糧食:61-63。3月7日，嘉義民兵攻下紅毛埤軍械庫，守軍自行焚毀庫房物資，並撤往嘉義機場:143-146:61-63:118-125:392-395。民間部隊取得紅毛埤的槍械後，與其他民兵合力進攻嘉義機場:143-146。但另一方面，軍隊在嘉義崎仔頂槍殺6名民眾，並逮捕數十人。到了3月8日，嘉義機場守軍的糧食一度匱乏，但隨後獲得從臺北地區空運的彈藥糧食和增援部隊:143-146:61-63:240-246；同日機場水電恢復供應:163-176:392-395，亦有民間人士提供補給:61-63:163-176。

## 維持治安

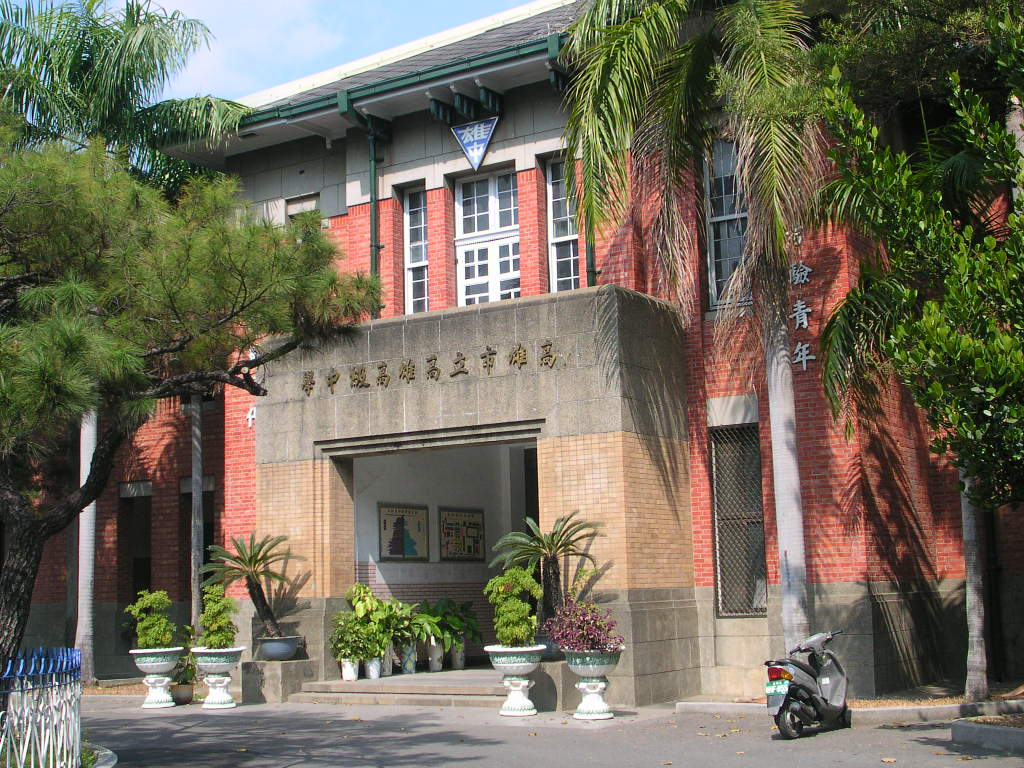
高雄第一中學學生在二二八事件期間組織雄中自衛隊，以維持學校附近治安。

3月2日，數百名國立臺灣大學、延平學院、臺灣省立師範學院、法商學院及各高中學生在中山堂舉行學生大會，決定組織學生隊以維持治安及交通:87-92:133-147。之後在陳儀承諾下，處理委員會在3月3日於臺北市政府警察局召開臨時委員會，由許德輝組織學生成忠義服務隊，以維持治安交通:92-95:126-134:148-165:307-313，但其中的情治人員則接受林頂立指揮從事破壞工作:197-202、221-231、308-319。由於臺南縣縣長袁國欽帶領官員避難:118-125，由新營鎮鎮長沈瓊南維持秩序，並將外省人集中保護。臺南市參議會則召開臨時會議，組建臨時治安協助委員會，並向臺南市政府提出7項要求:148-165:395-401，而青年學生則接管派出所、第三監獄、海關倉庫、警察局保安隊的槍械武器與物資:118-125。
3月4日上午，部分青年在臺東縣政府廣場舉行青年大會，要求政治改革:166-185，地方政府人員則提前至延平鄉紅葉村避難:118-125。之後治安隊伍接收臺東縣政府、警察局、郵電機關等部門後:166-185:419-422，仍將武器保留原處，使得該區無重大衝突。彰化縣青年則成立溪湖青年自衛隊，推舉林才壽擔任隊長。之後自衛隊進入溪湖糖廠借用武器，以保護地方治安。同日，宜蘭市民眾收繳宜蘭機場倉庫、蘇澳軍需倉庫與警察局槍械:118-125:377-378，集中保護外省人並設立傷患救護所:51-54:166-185。新竹防衛司令蘇紹文進駐後宣布新竹地區戒嚴:118-125，3月6日更頒發軍民遵守事項:68-69:381-382，期間部分民眾無故遭到羈押:166-185。
臺灣省立高雄第一中學原本則是被部分群眾趁亂闖入，並計畫做為反抗政府的指揮中心。然而部分學生不願學校遭到外人佔用，因此在校長林景元反對下，於3月4日組成雄中自衛隊，由李榮河和陳仁悲擔任正副隊長。之後加入高雄工業職業學校、高雄商業職業學校、高雄第一女子中學學生，以軍訓用槍械維持學校附近治安，並將學校作為外省籍市民的臨時收容所。另外葉秋木也在屏東市組成自衛隊，並暫時代理市長工作與接收警方交出武器:166-185:411-414。3月6日，在經協調而不通過軍事區域後，2,000多名臺南市學生發起無武裝遊行活動:118-125。

## 遭到鎮壓

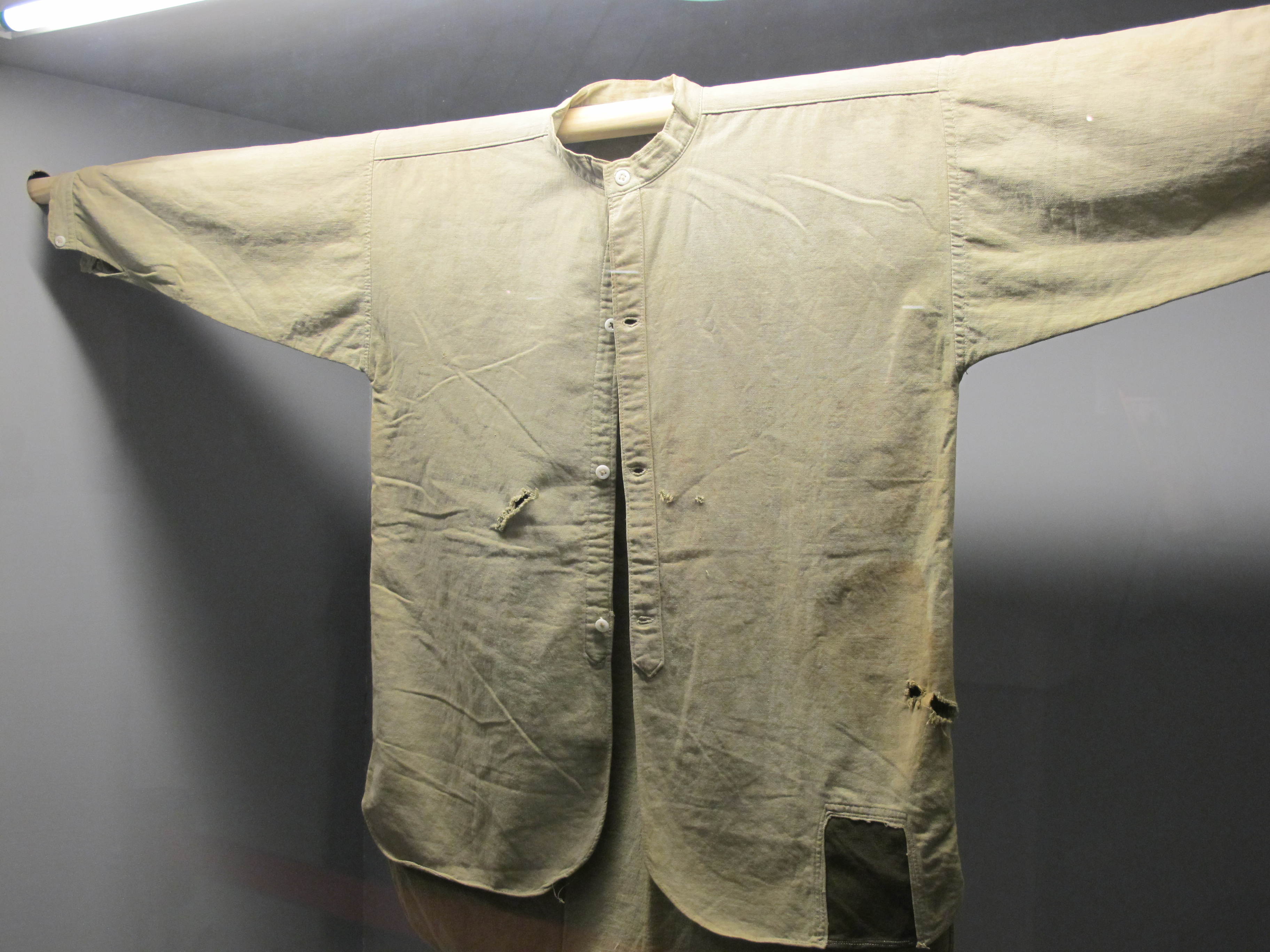
嘉義市參議員陳澄波教授遇害時所穿的襯衫，由陳澄波妻子秘密收藏，衣服上可見彈痕與刺刀的痕跡，現正展示於臺北二二八紀念館。

3月9日，首批增援軍隊進駐嘉義縣劉厝庄並進行掃射，造成13人死亡。3月11日，二二八事件處理委員會嘉義分會在推派代表前往嘉義機場會談時，軍隊拘捕陳澄波等4名代表:143-146:176-186:247-259:486-487。在整編第21師緊急空運部分軍隊前往嘉義機場後:143-146:154-161:247-259，驅逐包圍機場的民兵並重新進駐嘉義市區:154-161、273-275。爾後軍隊開始捕殺主張和平談判的處理委員會地方分會成員:486-487，先在3月18日於嘉義車站處死三民主義青年團嘉義分團主任陳復志:264-269，3月25日處死嘉義市參議會議員潘木枝、盧炳欽、柯麟、陳澄波等人:80-86、154-161:176-186:247-259:30-32。
而在3月12日下午3時，第21師登陸鎮壓的消息傳開後，謝雪紅等人領導的二七部隊儘管武裝兵力規模最大，但是考量軍隊進駐臺中市市區後將造成民眾傷亡，而決定撤往埔里鎮:132-143:163-176:247-259:482-485。其中二七部隊計畫牽制軍隊進入深山地區，以牽制部隊並減少鎮壓傷亡:132-143:247-259。3月13日下午，第21師先遣部隊進駐臺中地區:482-485，便在市區展開鎮壓:70-71。3月14日，第21師又空運800多名第146旅第436團官兵進駐中部地區:70-71。國民政府軍隊一方面逼近埔里附近的龜子頭:132-143，但同日遭到二七部隊的攔截:247-259:482-485；另一方面進駐雲嘉南地區展開綏靖工作，但在斗六鎮街道上與陳篡地領導的游擊隊爆發城鎮戰:70-71:539-541。因為兵力差距甚大，陳篡地決定轉入嘉義縣附近的小梅山展開游擊戰:61-63:70-71:539-541。
3月15日，政府軍隊計畫從集集鎮行經日月潭進入埔里鎮:132-143，雙方在日月潭激戰而互有傷亡:247-259。3月16日，二七部隊和國民政府部隊雙方在埔里地區爆發烏牛欄之役。二七部隊警備隊隊長黃金島率領數十名學生駐守在烏牛欄吊橋附近，憑藉著地利之便重創不熟悉地形的政府軍隊。政府軍隊也與陳篡地的游擊隊有多次激戰，儘管後者遭遇重大損失:539-541，但因小梅、樟湖的山區地形複雜，使得政府軍隊無法徹底消滅游擊部隊:70-71。3月17日，面對政府軍隊分兩路逼近，且自身彈藥不足與士氣浮動，二七部隊決定各自解散:247-259。之後二七部隊隊員分別南下加入陳篡地的游擊隊:132-143，或是返家避難:247-259。獲悉二七部隊解散後，第21師於當天進駐埔里鎮:70-71:247-259:482-485。